# Jamy (Szeligi)
Jamy – część wsi Szeligi w Polsce, położona w województwie świętokrzyskim, w powiecie starachowickim, w gminie Pawłów., 14 km na zachód od Ostrowca Świętokrzyskiego, nad rzeką Pokrzywianką, około 13 km na południowy wschód od klasztoru świętokrzyskiego}.
W wieku XV i XIX samodzielna wieś z czasem przyłączona administracyjnie do Szelig.
Nazwy miejscowości w dokumentach źródłowych
W roku nazywane 1405 „Jamy”, 1470-80 „Jagnyn”, „Janin [!]”, 1496, 1529 „Jamy”, 1538 „Jamy”, 1564-5 „Jamny”, 1577 „Jamy”.
Wierni Kościoła rzymskokatolickiego należą do parafii św. Maksymiliana Kolbe w Kałkowie-Godowie.

## Podległość administracyjna świecka i kościelna
W roku 1536 powiat sandomierski, 1538 parafia Pawłów.

## Topografia i granice
W roku 1468 graniczy z Boleszynem; 1470-80, 1496 graniczy z Nosowem i Boleszynem

## Kalendarium
WIeś stanowiła Własność szlachecka, w 1468 r. częściowo klasztoru świętokrzyskiego,
- W 1536 r. niedoszła własność klasztoru świętokrzyskiego,
- 1405 Mikołaj z Jam herbu Tarnawa
- 1468 siostry Małgorzata i Elżbieta z Jam procesują się z opatem świętokrzyskim o niwy położone przy granicach Boleszyna, zapisane opactwu przez śp. Jana Jamskiego, ich brata
- 1475 dziedzicem jest Jan
- 1536 w zamian za dobra koniemłockie klasztor świętokrzyski miał uzyskać między innymi 1/2 wsi Jamy
- 1538 z części Andrzeja Seliskiego pobór z 1/2 łana[9]
- 1564-5 własność szlachecka
- 1577-8 Andrzej Hubliński daje pobór od 2 kmieci na 1 łana, 3 zagrodników z rolą, 2 komorników bez bydła[10] (Pawiński Kodeks Mał. 191)
- 1629 Krzysztof Broniowski daje pobór od 2 kmieci na 1 łanie, 3 zagrodników z rolą i 2 komorników bez bydła[11]
- 1674 pobór od 23 mieszkańców wsi[12]
- 1787 Jamy i Wymysłów liczą 27 mieszkańców.

## Powinności kościelne
- W roku 1529 z ról folwarcznych dziesięcina snopowa wartości 2 grzywien należy do plebana Pawłowa[13]
- 1747 dziesięcina pieniężna tegoż plebana Pawłowa
- 1854 dziesięcina plebana Pawłowa.